# Anoplophora glabripennis
Anoplophora glabripennis es un escarabajo nativo de China oriental, Japón y Corea que pertenece a la familia Cerambycidae. Es conocido en inglés por los nombres comunes de Asian long-horned beetle o starry sky beetle, que al español se traducen como escarabajo asiático de cuernos largos y escarabajo del cielo estrellado, respectivamente. Esta especie ha sido introducida accidentalmente en los Estados Unidos, donde se descubrió por primera vez en 1996, así como en Canadá y en varios países de Europa, entre ellos Austria, Francia, Alemania, Italia y el Reino Unido. Se cree que este escarabajo se ha propagado desde Asia en material de embalaje de madera sólida. 

## Taxonomía y descripción
En el continente asiático, A. glabripennis es conocido como "escarabajo del cielo estrellado", "escarabajo longicornio con manchas blancas" o "longicornio de hombro liso", y es llamado "escarabajo asiático de cuernos largos" (ALB) en América del Norte.
Los adultos son insectos muy grandes con cuerpos que miden de 1,7 a 3,9 cm (0,67 a 1,54 pulgadas) de longitud y antenas que llegan a medir 4 cm (1,6 pulgadas), generalmente 1,5 a 2 veces más largas que el cuerpo del insecto. Son de color negro brillante con aproximadamente 20 puntos blancos en cada élitro y las antenas poseen bandas llamativas en blanco y negro. Estos escarabajos pueden volar, pero generalmente solo para recorrer distancias cortas, lo que es una limitación común para escarabajos longicornios de su tamaño y peso. Las secciones superiores de las patas de los adultos son de color azul blanquecino. A. glabripennis se puede distinguir de las especies relacionadas por las marcas en los élitros y el patrón de las antenas.

## Distribución y hábitat
El escarabajo asiático de cuernos largos es originario del este de Asia, principalmente del este de China, Corea y Japón. Es considerado invasivo fuera de su distribución nativa.
En su área de distribución nativa, A. glabripennis infesta principalmente árboles de arce, álamo, sauce y olmo. En los Estados Unidos, A. glabripennis ha completado su ciclo de vida en especies de estos géneros y también de Aesculus, Albizia, abedul, Cercidiphyllum, fresno, Platanus y Sorbus. En Canadá, su desarrollo completo se ha confirmado solo en arce, abedul, álamo y sauce, aunque la oviposición se ha producido en otros géneros de árboles. El arce es el género de árboles más infestados en América del Norte, seguido por el olmo y el sauce. En Europa, se ha registrado un desarrollo completo en arce, Aesculus, aliso, abedul, carpe, haya, fresno, Platanus, álamo, Prunus, sauce y Sorbus. Los cinco principales géneros infestados en Europa, en orden decreciente, son arce, abedul, sauce, Aesculus y álamo. No todas las especies de álamos son igualmente susceptibles al ataque.

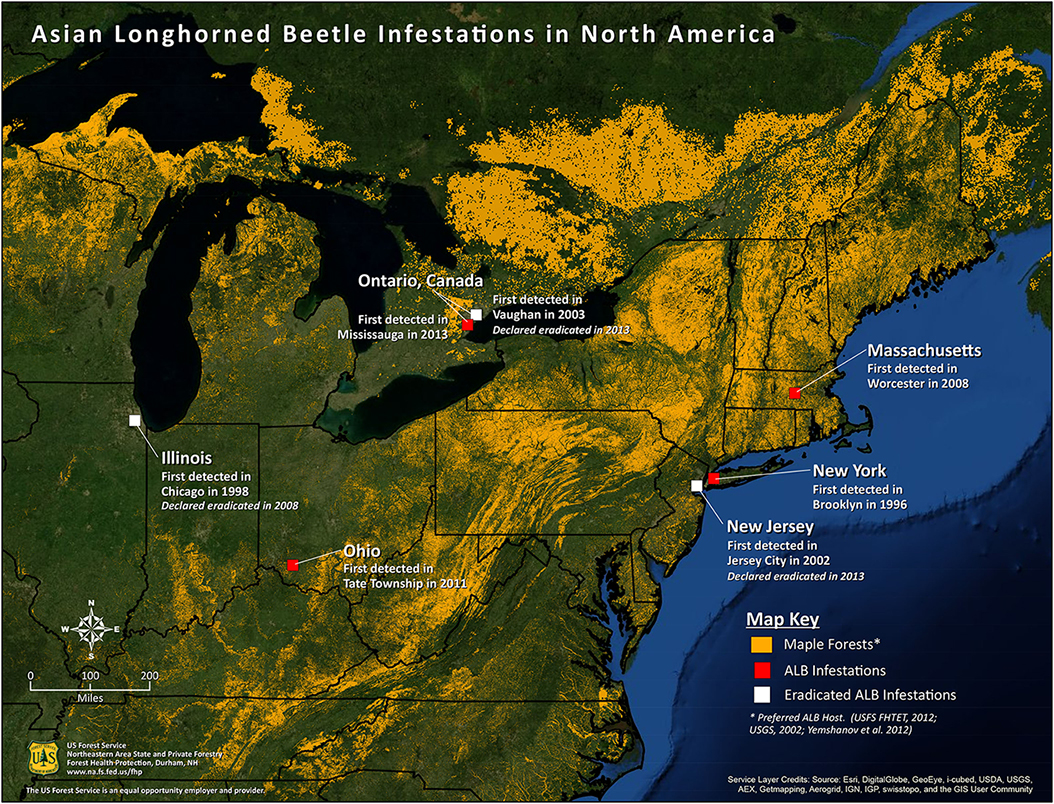
Primeras detecciones del escarabajo asiático de cuernos largos en Norteamérica a partir del 2 de julio de 2015.

En América del Norte, las poblaciones establecidas se descubrieron por primera vez en agosto de 1996 en Brooklyn, Nueva York, y desde entonces se han encontrado en otras áreas de Nueva York, Nueva Jersey, Massachusetts, Illinois, Ohio y Ontario en Canadá. Sin embargo, también se ha erradicado de algunas regiones dentro de estos estados y provincias.
En Europa, se han encontrado poblaciones establecidas en Austria, Bélgica, Inglaterra, Francia, Alemania, Italia, Suiza y el Reino Unido, aunque también ha sido interceptado a través de la inspección de productos de comercio internacional embaladas con madera.

## Ciclo de vida

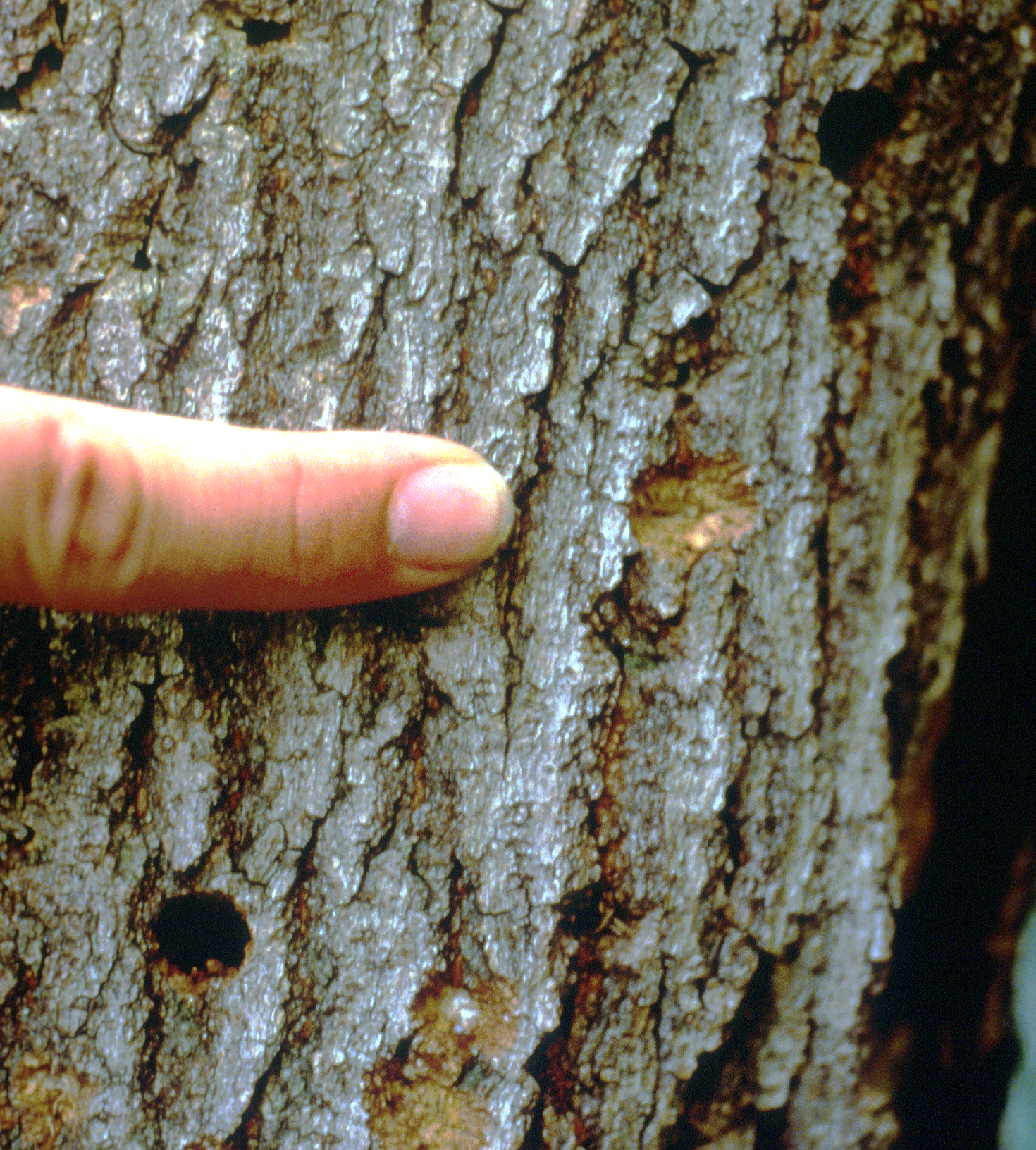
Lugar de puesta de huevos del escarabajo asiático de cuernos largos.

Las hembras adultas ponen 45–62 huevos a lo largo de su vida. Cada huevo mide 5–7 mm (0.20–0.28 pulg.) y es depositado en un pequeño agujero que crean al masticar a través de la corteza del árbol huésped hasta el cámbium. Los huevos eclosionan en 13–54 días dependiendo de la temperatura, y aquellos que no se han desarrollado lo suficiente, como los que colocan a fines del verano o principios del otoño, pasan el invierno en estado de diapausa y se incuban en la siguiente temporada.
Las larvas del escarabajo asiático de cuernos largos son cilíndricas y alargadas y pueden ser de 50 mm (2.0 pulg.) de largo y 5.4 mm (0.21 pulg.) de ancho. Cuando eclosionan crean una galería de alimentación en la región del cámbium, y las más maduras hacen un túnel hacia el duramen mientras se alimentan. Las larvas pasan por al menos cinco estadios en 1 a 2 años, que pueden variar debido a las condiciones de la madera o la temperatura. Expulsan el excremento de sus túneles cerca del sitio de oviposición original. Una larva puede consumir hasta 1,000 cm cúbicos de madera durante su vida, y no se convierten en pupas hasta alcanzar un peso crítico, por lo que pueden aparecer estadios de larvas adicionales.
La pupación generalmente ocurre en la primavera, cuando la larva se encuentra al final del túnel larvario en la albura de la madera, mientras que la eclosión de los adultos ocurre 12 a 50 días después, los cuales emergen del árbol aproximadamente una semana después de la eclosión. Los adultos se alimentan de los pecíolos de las hojas y pueden masticar la corteza de pequeñas ramas para alimentarse del cámbium vascular. Huevos, larvas o pupas pueden hibernar dentro del árbol, fase en que las pupas están inactivas y el desarrollo no se produce. Reanudan su ciclo de vida cuando las temperaturas están por encima de 10 °C (50 °F).
En el momento en que los adultos emergen del árbol huésped, las hembras pueden copular, aunque requieren un período de alimentación obligatorio para la maduración de los ovarios. Los estudios de laboratorio han estimado que el período de maduración femenina dura entre 9 y 15 días. Los machos tienen espermatozoides maduros antes de la emergencia, y la alimentación es necesaria solo para mantener su actividad normal. Los adultos generalmente ponen huevos en la planta en la que se desarrollaron durante las etapas inmaduras de su ciclo de vida en lugar de colonizar nuevas plantas, a menos que la densidad de población sea alta o que la planta huésped esté muerta. Sin embargo, cuando se dispersan, pueden viajar hasta aproximadamente 2,5 km (1,6 mi) de su árbol huésped en una temporada de crecimiento en busca de nuevos huéspedes, aunque en un experimento de recuperación de marcas, aproximadamente el 98% de los adultos fueron recapturados dentro de 1 km (0.62 mi) de su punto de lanzamiento. Los adultos generalmente infestan la copa y las ramas principales, y posteriormente infestan el tronco cuando la copa muere. La longevidad y fecundidad de los adultos se ven influenciadas por condiciones como la planta huésped larvaria y la temperatura. Los machos y hembras criados en laboratorios pueden vivir hasta 202 y 158 días, respectivamente.

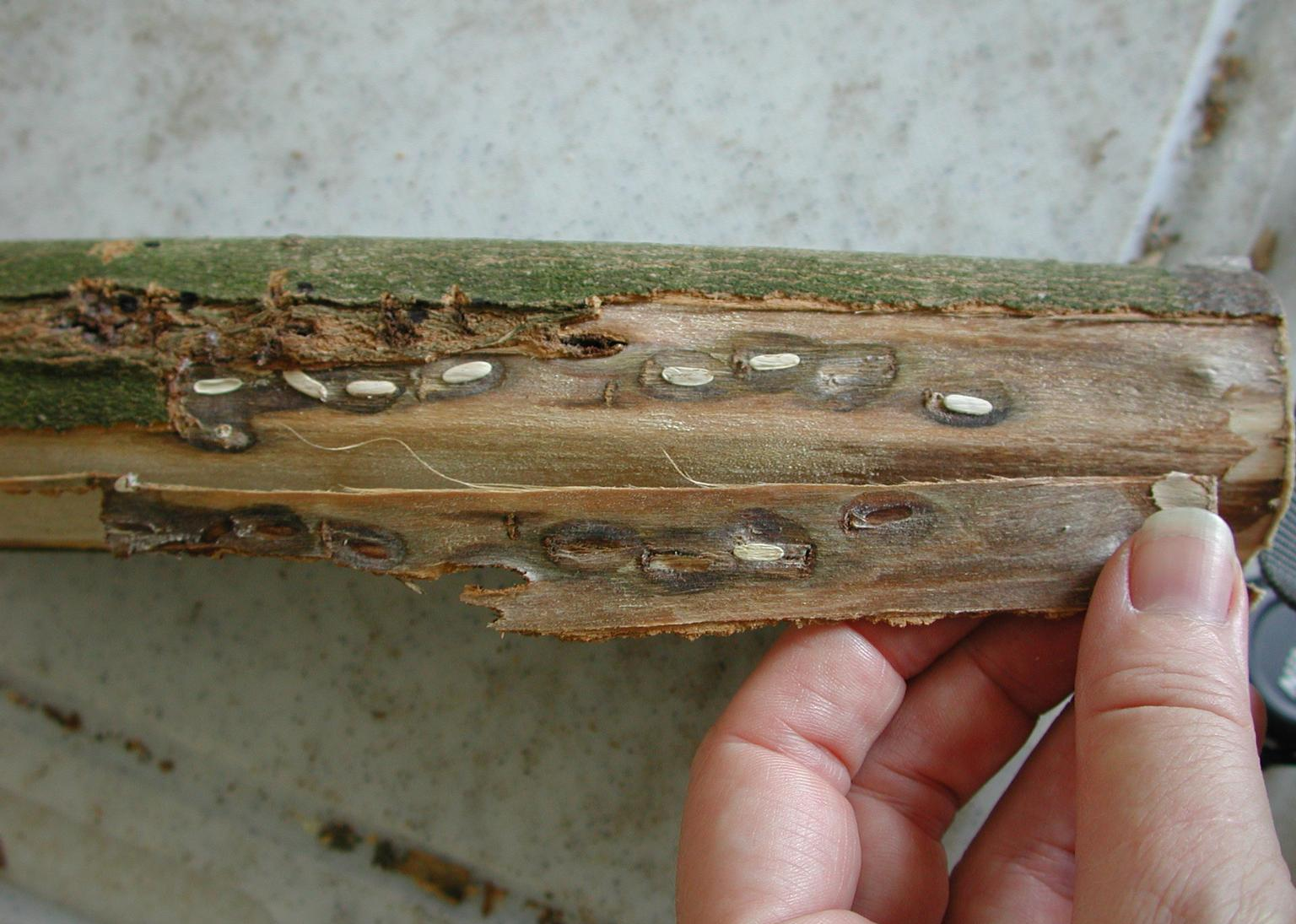
Huevos dentro de hoyos con la corteza removida.
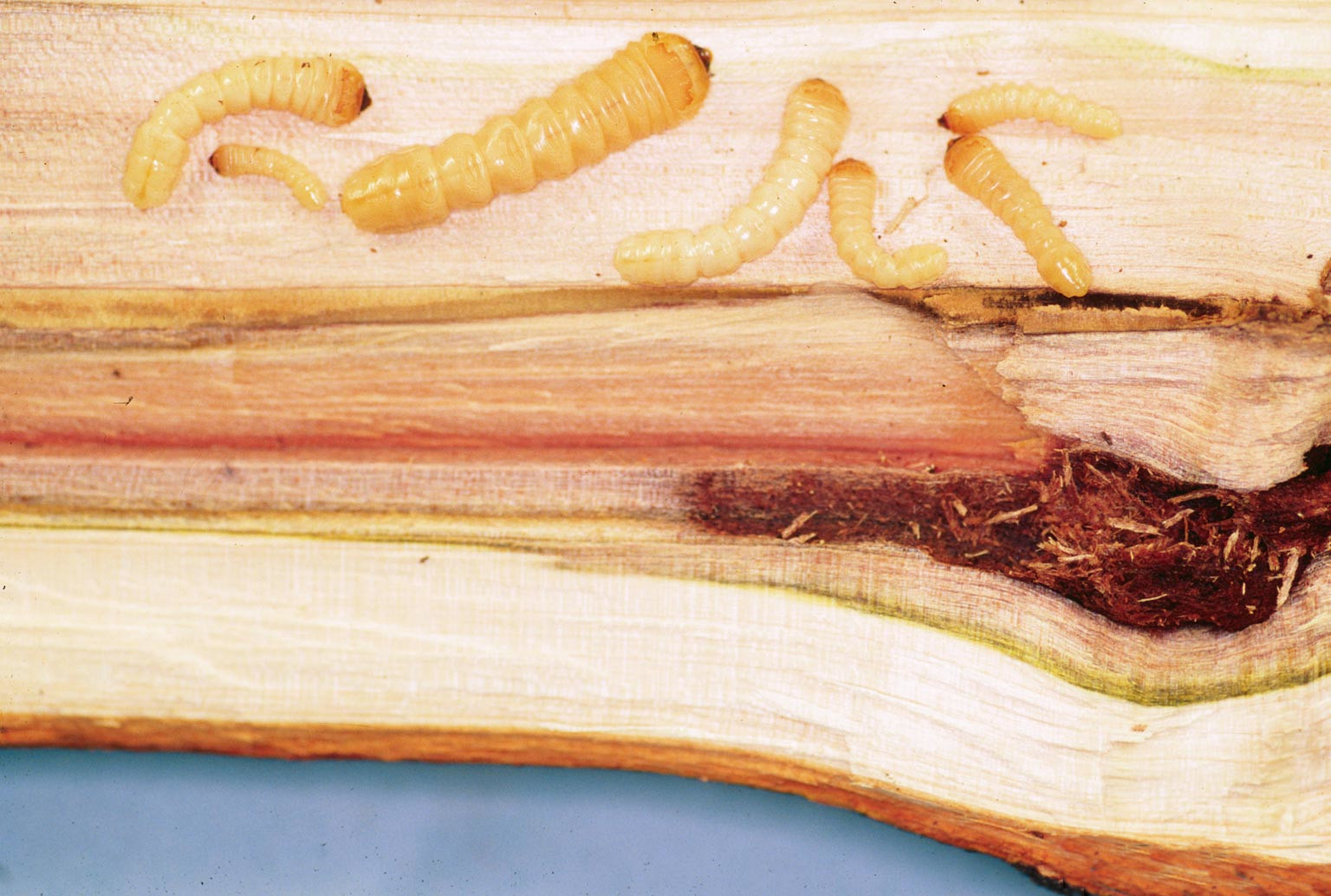
Múltiples instares sacados de una galería.
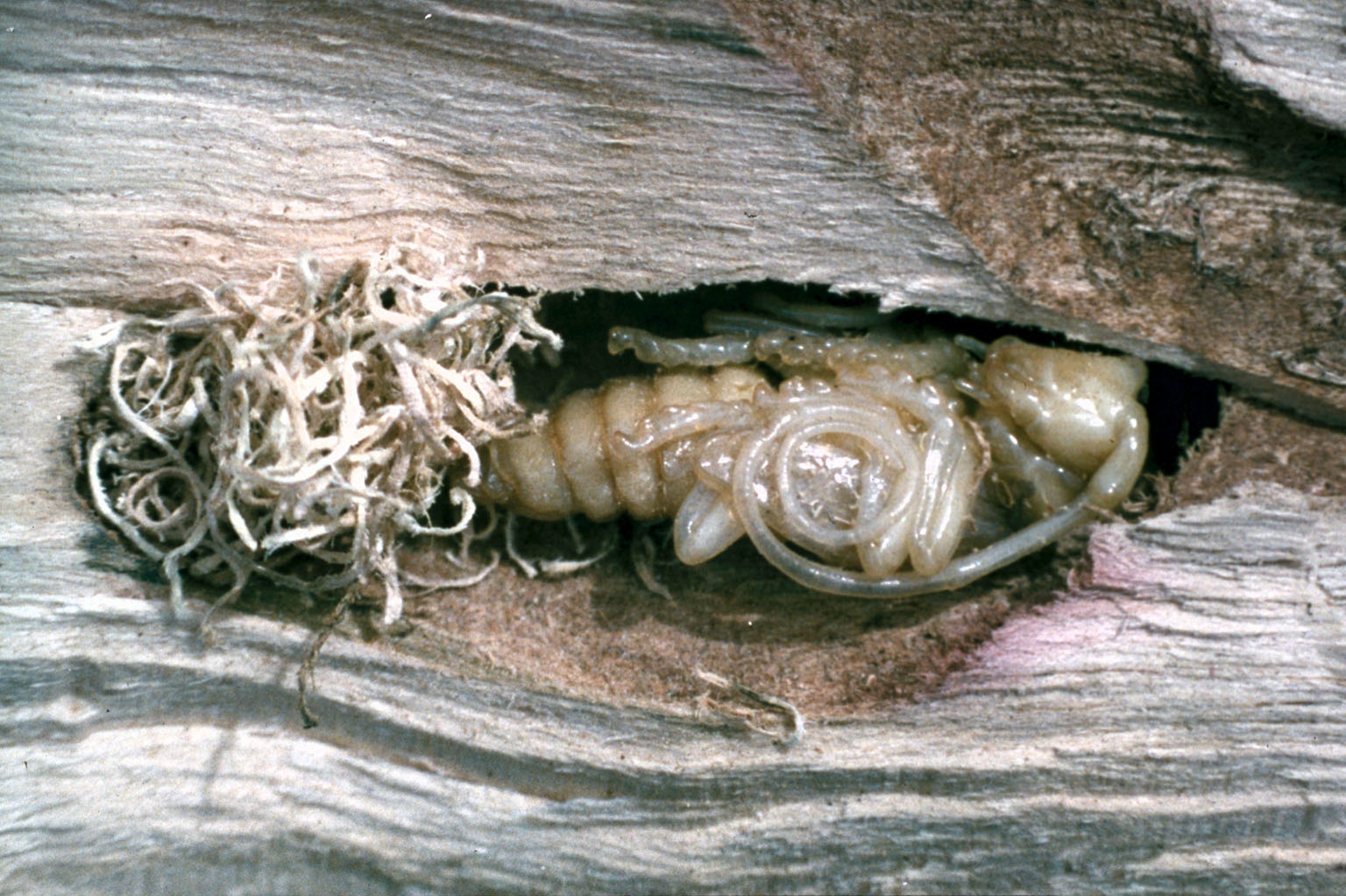
Pupa dentro de su cámara pupal con desechos.
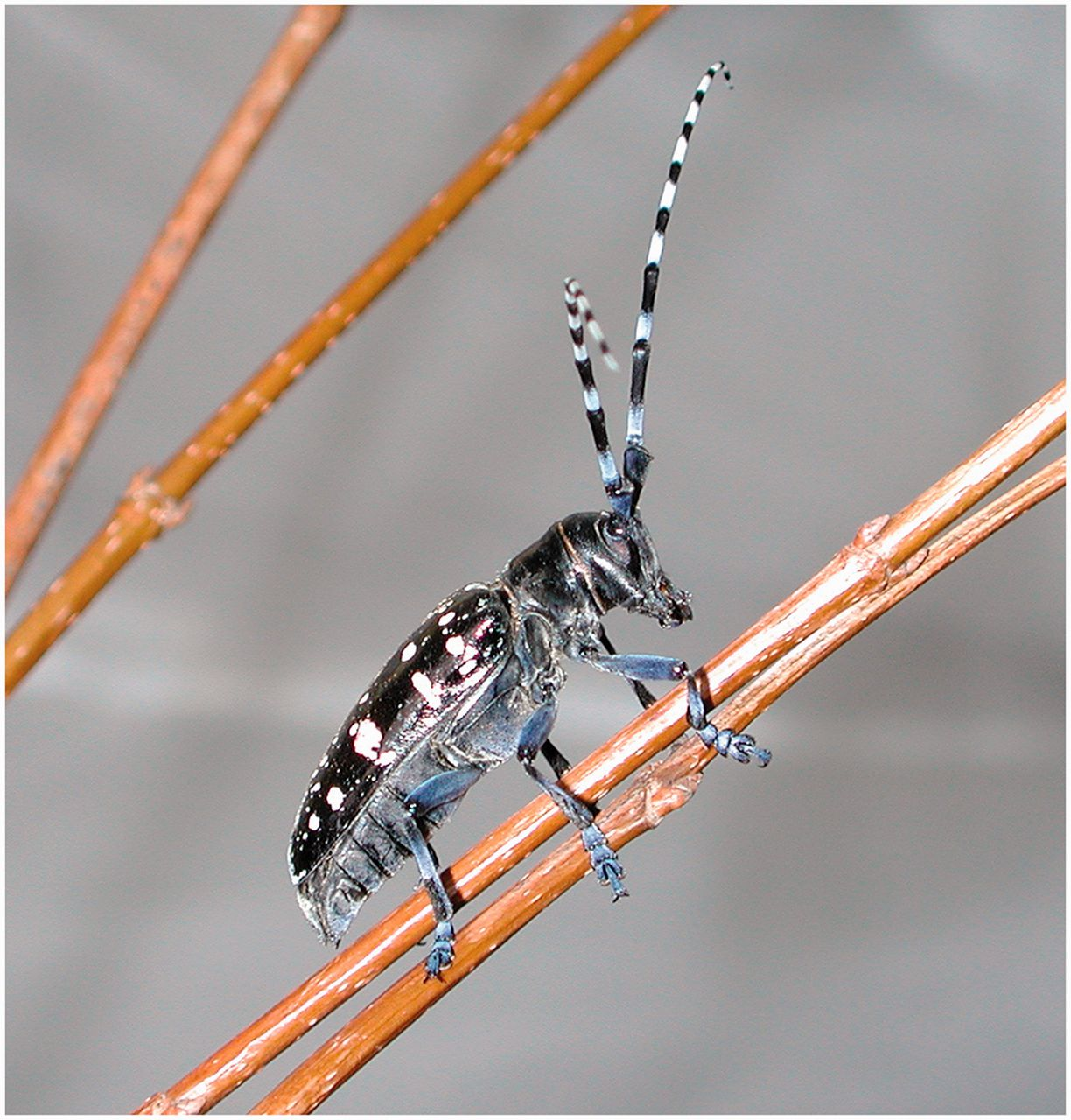
Escarabajo adulto.